# Barnarp-Ödestugu församling
Barnarp-Ödestugu församling är en församling i Södra Vätterbygdens kontrakt i Växjö stift. Församlingen ligger i Jönköpings kommun i Jönköpings län och bildar ett eget pastorat.
Församlingskyrkor är Barnarps kyrka och Ödestugu kyrka.

## Administrativ historik
Församlingen bildades 2018 genom sammanläggning av Barnarps och Ödestugu församlingar och bildar dörefeter ett eget pastorat .